# Aleksandr Geynrij
Alexander Geynrikh (Angren, Unión Soviética, 6 de octubre de 1984) es un exfutbolista uzbeko, se desempeñaba como delantero o mediapunta. Actualmente en el entrenador del equipo juvenil del FC Aktobe de Kazajistán.

## Clubes
| Club                  | País          | Año         | Partidos | Goles |
| FC Dustlik            | Uzbekistán    | 2001        | 12       | 0     |
| FC Pakhtakor Tashkent | Uzbekistán    | 2002        | 23       | 9     |
| PFC CSKA Moscú        | Rusia         | 2003 - 2004 | 2        | 1     |
| FC Pakhtakor Tashkent | Uzbekistán    | 2005        | 12       | 5     |
| FC Torpedo Moscú      | Rusia         | 2005 - 2006 | 21       | 0     |
| FC Pakhtakor Tashkent | Uzbekistán    | 2007 - 2011 | 73       | 39    |
| Suwon Bluewings       | Corea del Sur | 2011        | 19       | 3     |
| Emirates Club         | EAU           | 2012        | 6        | 2     |
| FC Aktobe             | Kazajistán    | 2012 - 2014 | 39       | 9     |
| Lokomotiv Tashkent    | Uzbekistán    | 2014        | 11       | 7     |
| FC Ordabasy Shymkent  | Kazajistán    | 2015 -      | 13       | 3     |

## Palmarés
| Título           | Club               | País       | Año  |
| ---------------- | ------------------ | ---------- | ---- |
| Primera División | FC Aktobe          | Kazajistán | 2013 |
| PFL              | Lokomotiv Tashkent | Uzbekistán | 2014 |

- Datos: Q494864
- Multimedia: Alexander Geynrikh / Q494864